# Hammerschloss Röthenbach

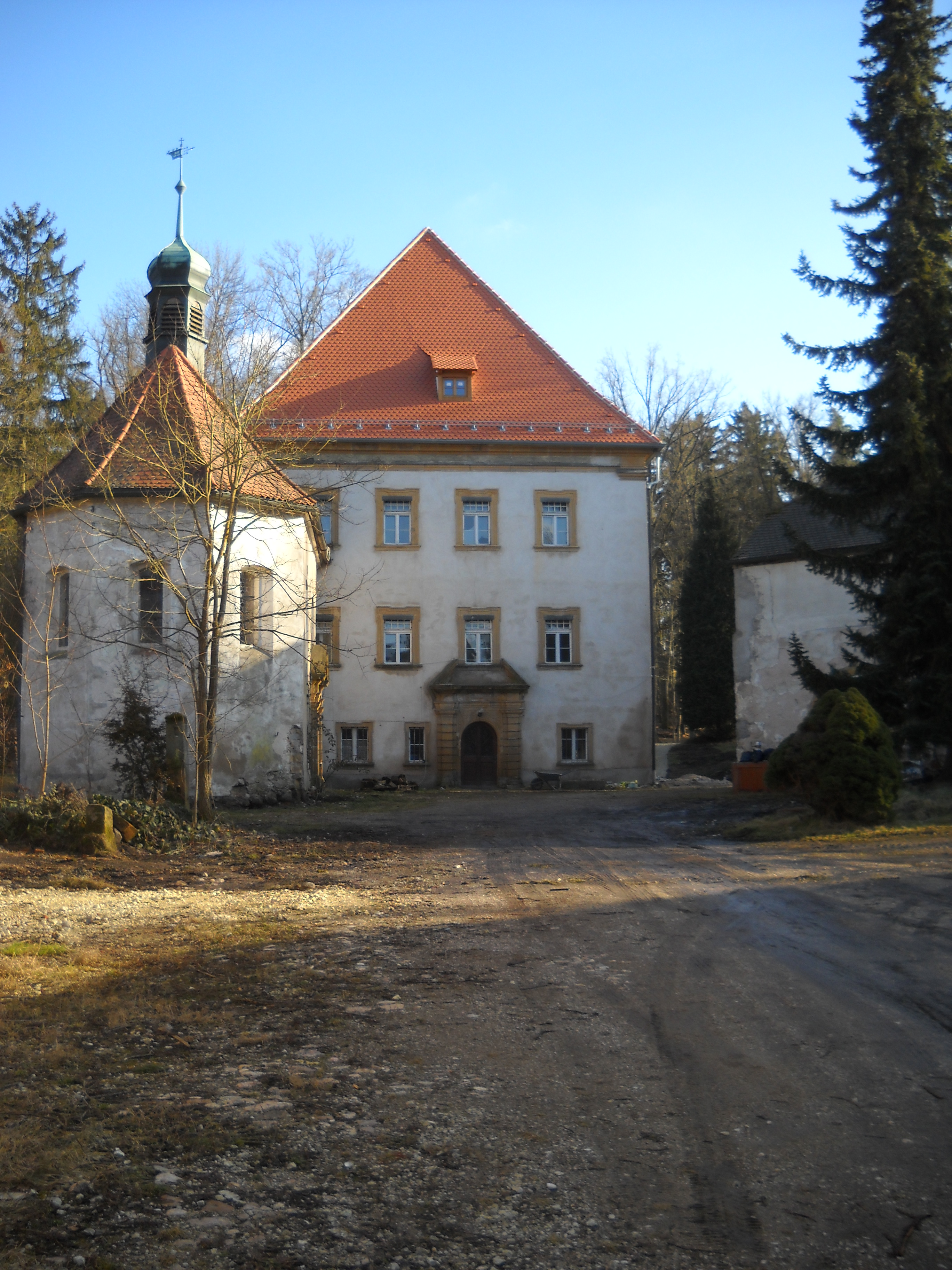
Hammerschloss Röthenbach, 2012

Das Hammerschloss Röthenbach ist ein Schloss in Röthenbach im Markt Kohlberg (Oberpfalz) im Oberpfälzer Landkreis Neustadt an der Waldnaab. Die Anlage wird als Bodendenkmal unter der Aktennummer D-3-6337-0015 im Bayernatlas als „archäologische Befunde des Mittelalters und der frühen Neuzeit im Bereich des Schlosses Röthenbach, darunter Spuren von Vorgängerbauten bzw. älterer Bauphasen sowie des zugehörigen Eisenhammers“ geführt. Ebenso ist sie unter der Aktennummer D-3-74-131-12 als denkmalgeschütztes Baudenkmal von Röthenbach verzeichnet.

## Geschichte
Das Schloss mit Walmdach und Sandsteinportal wurde im Jahr 1678 von Hans Andreas von Schönstett errichtet. Das Sandsteinportal mit Rustikapilastern, Gebälk und gebrochenem Giebel zeigt die Inschrift: IN COELO PATRIA IN MUNDO HOSPITIUM. Die zu dem Schloss gehörende Kapelle Mariä Empfängnis mit sehenswertem Doser-Altar stammt aus den Jahren 1726/1728, sie wurde von der verwitweten Freifrau Johanna von Schönstett errichtet.
1751 wurde Röthenbach an die Hammermeisterfamilie Ertl verkauft. 1801 ging das Schloss durch Heirat an Eduard von Grafenstein (1776–1824), Landrichter und Herrn auf Gänlas, über, der damit den Röthenbacher Ast dieser bayerischen Adelsfamilie begründete. Über zwei Jahrhunderte blieb das Hammerschloss im Besitz der Familie von Grafenstein. Im Jahr 2007 kaufte der Unternehmer Raymond Grassick das Anwesen mit Stallungen, Brauereigebäuden und Schlosspark von Christine von Grafenstein (* 1944). Seitdem bemühte er sich um die Renovierung des Anwesens.
Im Juli 2012 stürzten bei Bauarbeiten jedoch große Teile des Schlosses ein. Seit 2015 stand das Schloss wieder zum Verkauf. 2018 erwarb es die Amberger BAUART GmbH. Geschäftsführer Wolfram Buegger kündigte eine „Sanierung mit Fingerspitzengefühl“ an.

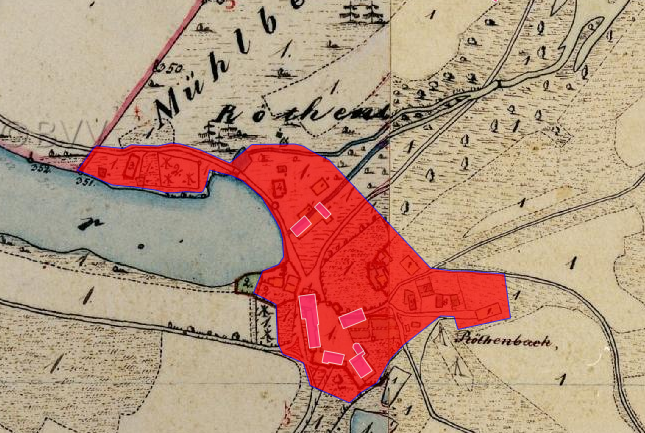
Lageplan von Hammerschloss Röthenbach auf dem Urkataster von Bayern

### Eisenhammer
Der zum Schloss gehörige Eisenhammer wird Mitte des 14. Jahrhunderts im Böhmischen Salbüchlein Kaiser Karls IV. erwähnt. Zuvor soll hier eine Bleischmelze bestanden haben. 1387 trat der hiesige Hammermeister Otto Hayden (auch Haid oder Haiden geschrieben) der Oberpfälzer Hammereinigung bei („Ott Heyden mit dem hamer an dem Roten Pach vnd mit dem hamer zu dem Hawnratz (= Haunritz (Weigendorf))“). Durch die Heirat mit Katharina Haller aus Nürnberg gelangte er zu einem großen Vermögen. 1410 wird in Röthenbach der aus der Grafschaft Vohburg stammende Friedrich Gnendorfer von Wackerstein († um 1430) genannt. Kurz darauf scheint der Hammer von den Hussiten verwüstet worden zu sein. Die Tochter Dorothea Gnendorfer hat den aus Amberg stammenden Georg Sauerzapf († 1469) geheiratet und dieser wird im Salburg vom Landgericht Parkstetten 1440 als Besitzer aufgeführt. Sein Sohn Friedrich Sauerzapf († 1497 oder 1498) erwarb von Hanns Beck von Stegenthumbach große Besitzungen um Röthenbach und legte so die Grundlage für das Landsassengut Röthenbach. Nach dem Ableben des Friedrich hat Hanns Sauerzapf den Hammer bis 1503 verwaltet und die aufgelaufenen Verbindlichkeiten abgetragen. Friedrich Sauerzapf war zuerst mit Barbara von Pappenberg verheiratet, mit der er eine Tochter namens Katharina (später verehelichte von Grafenreuth) hatte. In zweiter Ehe war er mit einer Katharina verheiratet, die ihn überlebte und nach seinem Tod den Stadtschreiber von Auerbach und Eschenbach, Niclas Hausleib, heiratete. Dieser wird ab 1503 als Besitzer des Hammers zu Röthenbach genannt. Söhne scheint das Paar nicht bekommen zu haben, denn 1532 folgten hier Friedrich und Christoph, die Pappenberger zu Unterfrankenohe und Tagmanns. Das Hammerwerk war damals an den Bestandshammermeister Christoph Smidhammer verpachtet. 1539 wird der Hammer an Paul Kastner von Unterschnaittenbach verkauft. Nachfolger wurde sein Sohn Daniel Kastner (* 1542; † 1622). Seine erste Ehe mit Dorothea Schlüsselfelder war kinderlos, aus der zweiten Ehe mit Ursula Nützel ging die Tochter Anna Maria (* 1579) hervor, die den Christoph Paul Gugel († 1618) aus Nürnberg heiratete. Aus dieser Ehe gingen zehn Kinder hervor. Nach dem Tod der Anna Maria wurde Röthenbach an Hans Paul Schlaher, gewester Hauptmann im Delacron’schen Dragonerregiment, verkauft.

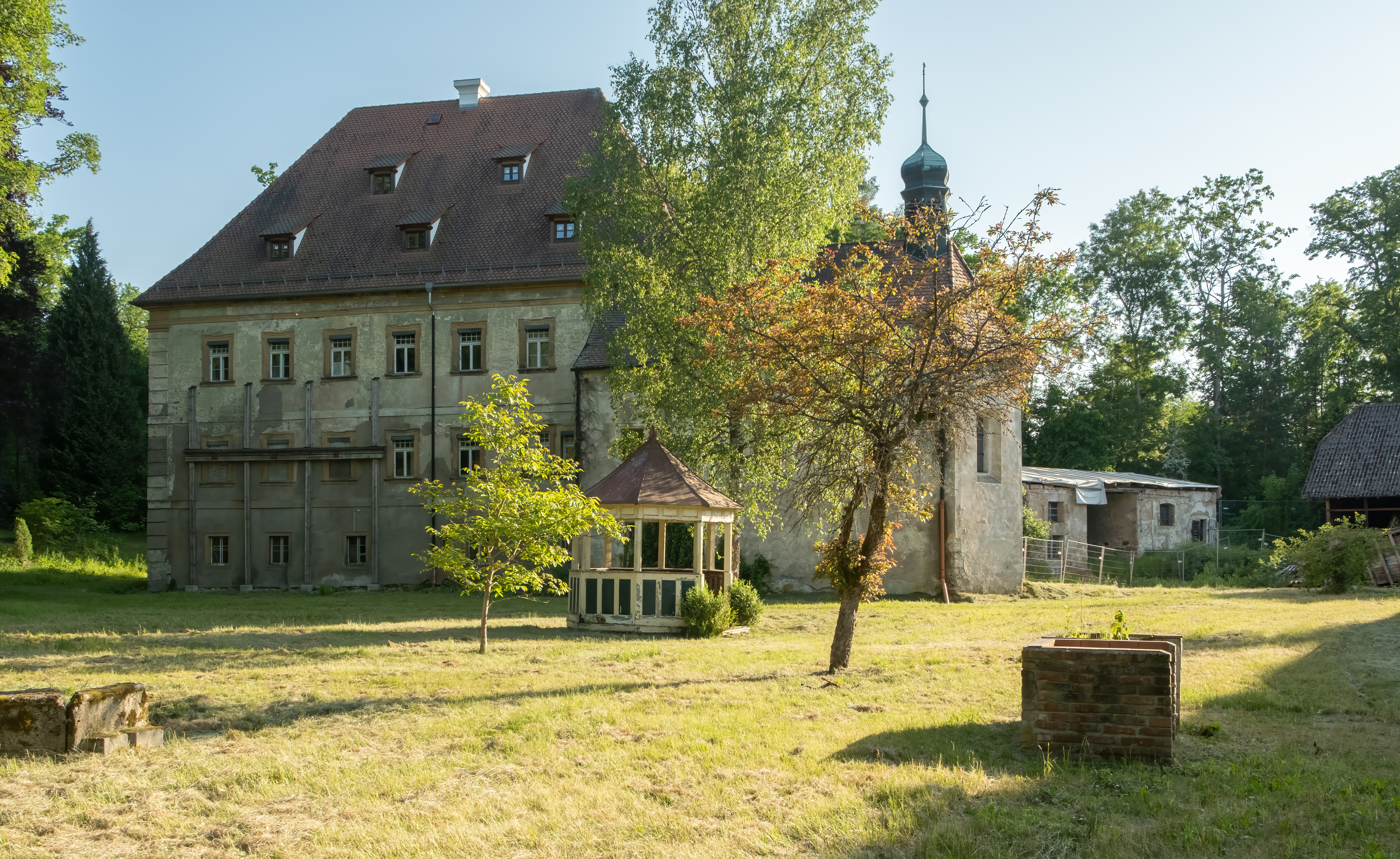
Hammerschloss Röthenbach mit Schlossgarten, Ansicht von Osten.

Aber bereits 1651 wird Röthenbach an Bernhard von Reidt und 1670 an Hans Andreas von Schönstett auf Buch und Weitersdorf verkauft. Der Hammer ging an den Sohn Rudolf Heinrich (* 1669; † 1718) über. Dessen Sohn verkaufte Röthenbach 1751 an den Hammermeister Johann Ertl von Altenweiher (zugleich auch Besitzer der Hammerwerke von Langenbruck und Hellziechen). Dessen Sohn und Erbe Johann Michael († 1786) heiratete die Rosina Kiesewetter. 1801 heiratete Eduard von Grafenstein die Tochter des Johann Michael Ertl, Anna Maria, und kaufte Röthenbach. 
Das L-förmige Hammerwerksgebäude ist in Umrissen noch erkennbar und liegt in Sichtweite des Hammerschlosses am Röthenbacher Hammerweiher. Der Hochofen des Eisenhammers war bis 1880 in Betrieb und wurde danach zu einem Wohnhaus umgebaut. An die Stelle des eigentlichen Hammerwerksgebäudes trat in den 1860er Jahren ein Polierwerk und eine kleine Glasperlhütte, die später abgerissen wurde.

### Landwirtschaft
In der zweiten Hälfte des 15. Jahrhunderts kaufte der Hammerwerksbesitzer Friedrich Sauerzapf Land an und schuf damit die Basis zur Ausweitung des Hammerbetriebs zu einer Gutsherrschaft mit Land- und Forstwirtschaft, die im Jahre 1898 416 Hektar umfasste.

### Brauerei
Im Jahre 1843 errichtete Franz Johann von Grafenstein (1808–1880) das heutige Gebäude der beim Schloss angesiedelten von Grafenstein'schen Schlossbrauerei Röthenbach, die bis ins Jahr 1969 in Betrieb war. Das alte Brauereigebäude steht wie das Schloss unter Denkmalschutz. 

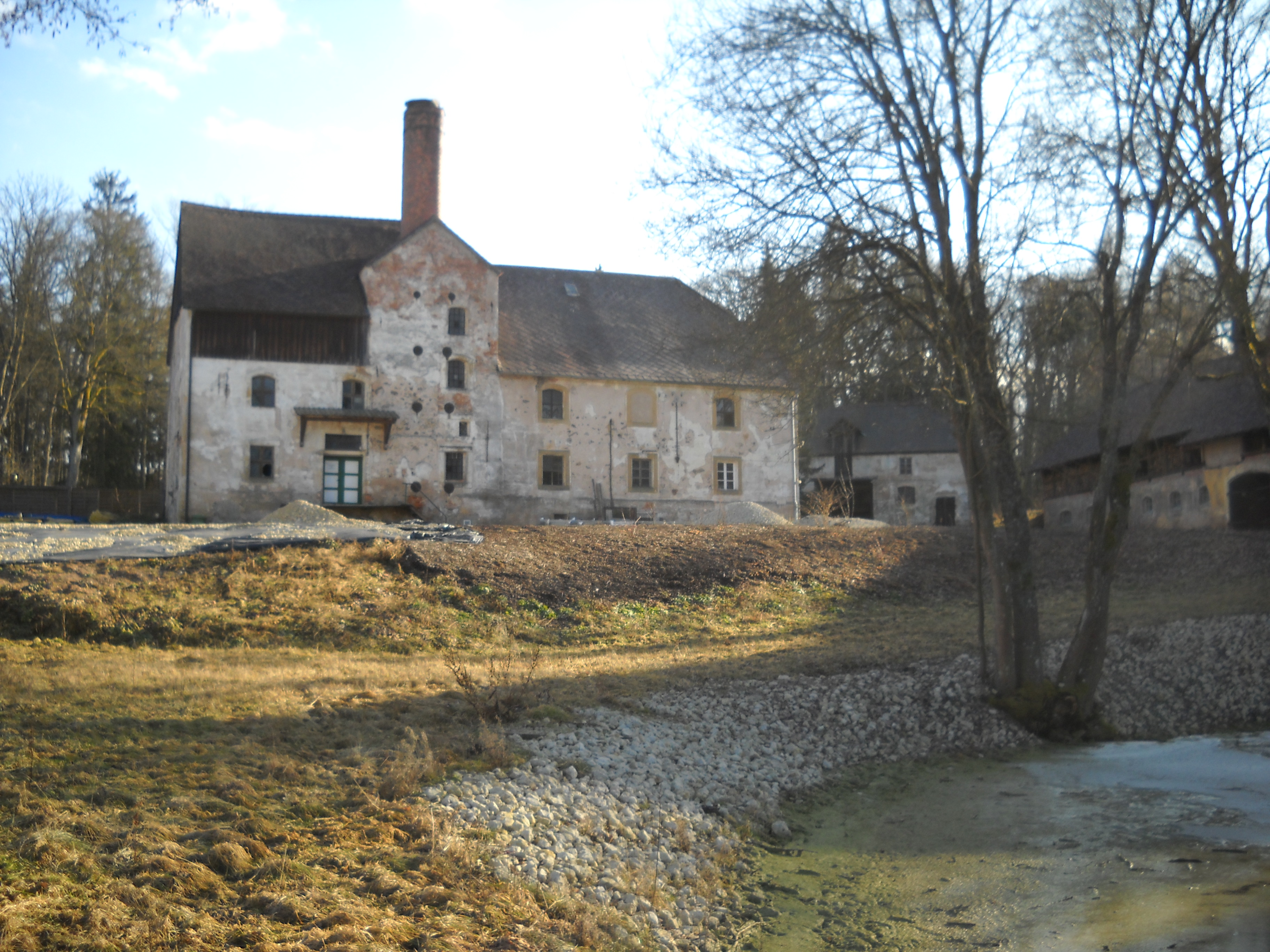
Alte Brauerei, 2012

### Glasschleife und Glashütte
1759 wurde zum ersten Mal die Spiegelglasschleife am Schmelzweiher erwähnt.
Im Jahr 1873 errichtete der damalige Besitzer des Schlosses Hermann von Grafenstein sen. (1840–1902) eine Glashütte. Die verkehrsgünstige Lage an der Bahnstrecke Neukirchen–Weiden und das Geschick der Familie von Grafenstein sorgten dafür, dass sich die Hütte prächtig entwickelte. Die Hütte und ihre Tochterbetriebe hatten zu ihren besten Zeiten rund 50 Beschäftigte in Röthenbach und Filialbetriebe zur Veredelung in anderen Ortschaften. Der Sohn des Hüttengründers, Hermann von Grafenstein jun. (1874–1955), heiratete im Jahr 1907 in die Porzellanfabrikantenfamilie Rasel ein und sanierte und modernisierte mit Kapital seines Schwiegervaters Eduard Rasel umfassend sein rustikales Hammerschlösschen, sodass es im Innern im Jugendstil Wohnkomfort eines großbürgerlichen Haushalts der Jahrhundertwende bot.
Im Zuge des Sterbens der kleinen Mundblashütten in den 1920er Jahren stellte auch die Röthenbachhütte im Jahre 1928 ihren Betrieb ein.
Die Hütte wurde nach dem Zweiten Weltkrieg abgetragen. Ein unter Denkmalschutz stehendes Arbeiterhaus und das Polierwerksgebäude in Sichtweite des Schlosses sind noch erhalten.